# 南日
南 日（ナム・イル、1913年6月5日 - 1976年3月7日）は、朝鮮民主主義人民共和国（北朝鮮）の軍人、政治家。朝鮮人民軍大将。ソ連派に属す。ロシア名はヤーコフ・ペトローヴィチ・ナム（Яков Петрович Нам）。
朝鮮人民軍総参謀長、外務相（外務大臣）、副首相を歴任。

## 経歴

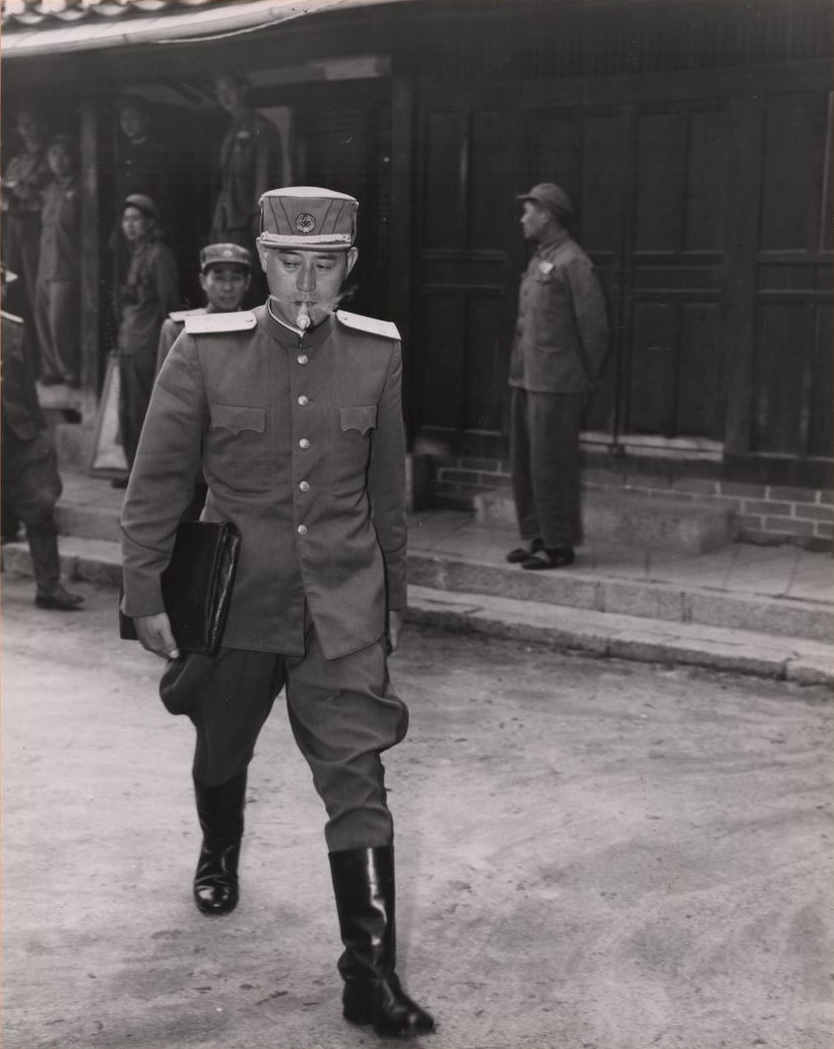
停戦会談時の南日

1913年、咸鏡北道で生まれる。ソ連沿海州から中央アジアへの強制移住を経験した（高麗人参照）。トムスク大学卒業後、サマルカンド州国民教育部長を務める。ソ連軍に入隊し、独ソ戦ではスターリングラード攻防戦などに将校として参加したとされる。しかし兪成哲は「南日は体系的な軍事常識が無かった」と証言している。
第二次世界大戦後に朝鮮半島北半部に帰国して教育行政にあたり、1946年に北朝鮮臨時人民委員会教育局副局長に就任。1948年9月9日の朝鮮民主主義人民共和国建国後は教育副相になる。1950年6月25日の朝鮮戦争勃発後、同年9月、姜健将軍の戦死により後任の朝鮮人民軍総参謀長に任命。戦争末には、休戦委員会の朝中側首席委員として国連軍との交渉を担当。1953年7月27日の休戦協定文書に「朝鮮人民軍・中国人民志願軍代表団首席代表、朝鮮人民軍大将」として署名している。
朝鮮戦争休戦後の1953年、朴憲永に代わって外務相に就任。1954年8月30日には日本政府の在日朝鮮人処遇に抗議するとともに「在日朝鮮人は共和国の在外公民」とする声明を発表（南日外相声明）。日本共産党の在日朝鮮人運動に対する指導性を暗に否定したことにより、在日朝鮮人運動は大きな転換を迎え、在日朝鮮統一民主戦線（民戦）の解散と在日本朝鮮人総聯合会の結成（1955年5月）につながることになった。
1955年2月にはソ連の平和共存路線を念頭に、朝鮮民主主義人民共和国外相として日本の鳩山一郎政権に対し、貿易や文化交流を通じて東西陣営や政治体制の違いを乗り越えた友好関係の確立を提唱し、以後中華人民共和国の大連（1958年の長崎国旗事件以後は香港）を経由して日朝貿易が拡大している。
1956年4月の朝鮮労働党第3回党大会において党中央委員および党常務委員会委員に選出され、党内序列第9位となる。同年の8月宗派事件ではソ連派が粛清されたが地位を保ち、1957年に副首相兼外相となった。1958年9月には日本政府に対して在日朝鮮人の「帰国」措置を講じるよう要求した（在日朝鮮人の帰還事業参照）。
1959年秋頃、中ソ関係の悪化を背景としたフルシチョフ訪朝延期に関し、その責任を問われて外務相を外された。以後、1960年に国家建設委員会委員長、1966年に副首相兼鉄道相などを歴任。1970年11月の第5回党大会においては党政治委員会から外され、降格となる。1972年12月28日の第5期最高人民会議第1回会議において中央人民委員会委員、政務院副総理、軽工業委員会委員長に選出された。
1976年3月7日、地方視察中に交通事故で死去し、3月9日に国葬が執り行われた。

## 交通事故死に偽装された南日謀殺説
南日死去の35年後、元北朝鮮政府高官とされる脱北者による南日謀殺疑惑証言（当該事故現場検証を担当していた社会安全部交通調査課副課長筆記の秘密報告書に基づく証言）が、朝鮮日報2011年8月10日記事にて掲載された。殺害の動機は、金日成後継者争いで金正日の競合相手であった金平一（金正日異母弟）の有力後見人の一人であった南日の抹殺を図ったものとされている。